# اوکالیپتوس رنگین‌کمان
اوکالیپتوس رنگین‌کمان یک درخت بزرگ و تنها گونه اوکالیپتوس است که در نیمکره شمالی به صورت طبیعی یافت می‌شود. این گیاه در بخش‌هایی از گینه نو، اندونزی و فیلیپین می‌روید. این درخت با پوست چندرنگش مشتمل بر آبی، صورتی، نارنجی و خرمایی مایل به قرمز مشخص شده‌ است. این درخت در خاک غنی، متوسط تا مرطوب در خورشید کامل رشد می‌کند ولی در برابر سرما مقاوم نیست.

## توصیف
اوکالیپتوس رنگین‌کمان در مکان‌های که بومی آن منطقه است تا عرض بیش از ۲ متر و ارتفاع بیش از ۸۰ متر رشد می‌کند. در خارج از زیستگاه طبیعی و بومی‌اش تنها می‌تواند تا ارتفاع ۳۸ متر رشد کند. این درخت با نام درخت صمغ میندانائو هم شناخته می‌شود، میندانائو نام جزیره‌ای در کشور فیلیپین است که زیستگاه طبیعی درخت است. درختان صمغ گروهی از درختان اکالیپتوس هستند که توسط پوست صاف‌شان مشخص می‌شوند که به صورت دوره‌ای می‌ریزد.درختان اوکالیپتوس رنگین‌کمان معمولاً در آب‌وهوای مناطقی مانند: هاوایی، جنوب کالیفرنیا، تگزاس و لوئیزیانا که سرمای شدیدی وجود ندارد، به عنوان درختان زینتی کاشته می‌شوند.

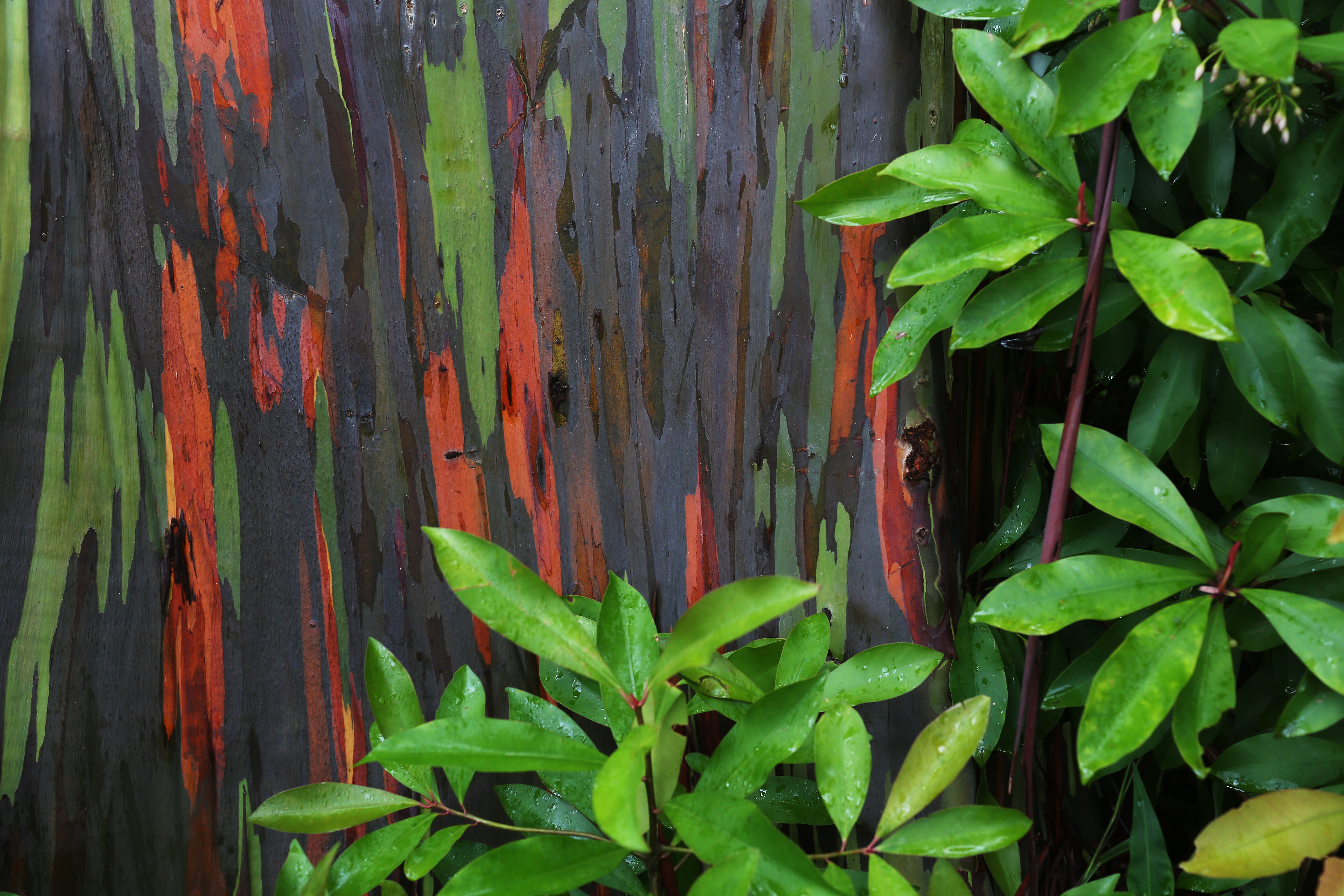
پوست درخت اوکالیپتوس رنگین‌کمان در بین باغی از درختان در مائوئی، هاوایی

## کاربرد
در دوران کنونی این درخت به‌طور گسترده در کشتزارهای سراسر جهان کاشته می‌شود و بیشترین کاربرد آن چوب مغز ساقه برای کاغذ سازی می‌باشد. در فیلیپین این‌گونه بیشترین میزان کشت را در درختکاری‌هایی که برای استفاده چوب کشت می‌شوند به خود اختصاص داده‌ است.